# Liste der Baudenkmäler in Gerolfingen
Auf dieser Seite sind die Baudenkmäler in der mittelfränkischen Gemeinde Gerolfingen zusammengestellt. Diese Tabelle ist eine Teilliste der Liste der Baudenkmäler in Bayern. Grundlage ist die Bayerische Denkmalliste, die auf Basis des Bayerischen Denkmalschutzgesetzes vom 1. Oktober 1973 erstmals erstellt wurde und seither durch das Bayerische Landesamt für Denkmalpflege geführt wird. Die folgenden Angaben ersetzen nicht die rechtsverbindliche Auskunft der Denkmalschutzbehörde.
 Diese Liste gibt den Fortschreibungsstand vom 1. Dezember 2023 wieder und enthält elf Baudenkmäler.

## Ensembles

### Ensemble Ortskern Aufkirchen
Der Markt Aufkirchen liegt an einem Hang südlich der Wörnitz, sein Name lässt darauf schließen, dass es sich ursprünglich um die Kirche des gegenüberliegenden älteren Ortes Gerolfingen handelte. Aufkirchen wurde wohl um 1170 von Kaiser Friedrich Barbarossa als königliche Stadt gegründet. Kaiser Ludwig der Bayer verpfändete die Stadt 1336 an die Grafen von Oettingen. Da das Pfand nicht mehr eingelöst wurde, sank Aufkirchen zu einem zweitrangigen Marktflecken herab, der Sitz eines Oettingen-Spielbergischen Oberamtes war. 1634 und 1663 äscherten Brände den Ort größtenteils ein. Im heutigen Erscheinungsbild mag man noch die Großzügigkeit einer Stadtanlage erkennen: Das Ortszentrum bildet ein straßendurchzogener großer Platz, in dessen Mitte das Rathaus steht. Er wird umsäumt von Wohnhäusern des 17. bis 19. Jahrhunderts, die sich ihm meist giebelseitig zuwenden. Es handelt sich dabei um zweigeschossige, verputzte Bauten, manchmal mit Fachwerkobergeschossen. Unter ihnen ist das ehemalige Oettingische Amtmannshaus. Im Norden grenzt der Platz an einen Teil des sogenannten Schlossgartens, der wohl zum Amtssitz gehört haben dürfte; ein erdgeschossiger Mansarddachbau des 18./19. Jahrhundert dürfte ein zugehöriges ehemaliges Wirtschaftsgebäude gewesen sein. Die südlich über dem Markt gelegene Pfarrkirche wirkt in das Platzbild hinein. Aktennummer: E-5-71-154-1.

## Baudenkmäler nach Gemeindeteilen

### Gerolfingen
| Lage                     | Objekt                                         | Beschreibung                                                                                           | Akten-Nr.             | Bild           |
| ------------------------ | ---------------------------------------------- | --- | --------------------- | -------------- |
| Hauptstraße 2 (Standort) | Ehemaliges Amtshaus                            | Zweigeschossiger massiver Walmdachbau, 1713                                                            | D-5-71-154-3 Wikidata | BW             |
| Hauptstraße 2 (Standort) | Ehemaliger Pferdestall                         | Massivbau mit Satteldach, Putzgliederung und barocken Schweifgiebeln, gleichzeitig                     | D-5-71-154-3          | BW             |
| Kirchenweg 3 (Standort)  | Evangelisch-lutherische Pfarrkirche St. Erhard | Spätgotische Chorturmkirche mit angefügtem Saal von 1864/65, Turm 14./15. Jahrhundert; mit Ausstattung | D-5-71-154-1 Wikidata | weitere Bilder |
| Kirchenweg 3 (Standort)  | Friedhofsmauer                                 | Mit eingelassenen Grabsteinen, im Kern wohl spätmittelalterlich                                        | D-5-71-154-1          | BW             |

### Aufkirchen
| Lage                     | Objekt                                                                        | Beschreibung | Akten-Nr.              | Bild           |
| ------------------------ | ----------------------------------------------------------------------------- | --- | ---------------------- | -------------- |
| In Aufkirchen (Standort) | Einfriedung des ehemaligen Schlossgartens                                     | Verputzte Quader- und Brockensteine, 18. Jahrhundert | D-5-71-154-13 Wikidata | BW             |
| Aufkirchen 46 (Standort) | Ehemaliger Bauernhof                                                          | Zweigeschossiger giebelständiger Einfirsthof mit teilweise verputztem Fachwerkobergeschoss und -giebel, 18. Jahrhundert                                                                                               | D-5-71-154-9 Wikidata  | BW             |
| Aufkirchen 48 (Standort) | Ehemaliger Bauernhof                                                          | Zweigeschossiges giebelständiges Wohnstallhaus mit Satteldach, Fachwerkobergeschoss und -giebel, 18. Jahrhundert | D-5-71-154-10 Wikidata | BW             |
| Aufkirchen 50 (Standort) | Rathaus                                                                       | Zweigeschossiger freistehender Satteldachbau mit unverputztem Fachwerkobergeschoss und -giebel, Dachreiter und Freitreppe, 1634; mit Ausstattung                                                                      | D-5-71-154-8 Wikidata  | BW             |
| Aufkirchen 53 (Standort) | Gasthaus                                                                      | Zweigeschossiger Putzbau mit Schopfwalmdach, bezeichnet „1835“ | D-5-71-154-7 Wikidata  | BW             |
| Aufkirchen 64 (Standort) | Ehemaliger Bauernhof                                                          | Zweigeschossiges verputztes Wohnstallhaus mit Walmdach, bezeichnet „1740“, Anbau um 1910 | D-5-71-154-11 Wikidata | BW             |
| Aufkirchen 76 (Standort) | Evangelisch-lutherische Pfarrkirche St. Johannis, ehemals Johannes der Täufer | Zweischiffige Basilikalkirche mit eingezogenem Polygonalchor und südlichem Chorwinkelturm, Langhaus im Kern 14. Jahrhundert, Turm 1514/15 mit barocker Zwiebelhaube, nach Brand Erneuerung 1662–1700; mit Ausstattung | D-5-71-154-12 Wikidata | weitere Bilder |
| Aufkirchen 76 (Standort) | Friedhofsmauer                                                                | Mit Torbogen, aus Bruchstein, im Kern wohl spätmittelalterlich | D-5-71-154-12 Wikidata | BW             |

### Irsingen
| Lage                   | Objekt              | Beschreibung                                                                | Akten-Nr.              | Bild |
| ---------------------- | ------------------- | --------------------------------------------------------------------------- | ---------------------- | ---- |
| Irsingen 11 (Standort) | Ehemaliges Gasthaus | Zweigeschossiger massiver Putzbau mit steilem Satteldach, bezeichnet „1837“ | D-5-71-154-15 Wikidata | BW   |

## Ehemalige Baudenkmäler
In diesem Abschnitt sind Objekte aufgeführt, die früher einmal in der Denkmalliste eingetragen waren, jetzt aber nicht mehr. Objekte, die in anderem Zusammenhang also z. B. als Teil eines Baudenkmals weiter eingetragen sind, sollen hier nicht aufgeführt werden. Aktennummern in diesem Abschnitt sind ehemalige, jetzt nicht mehr gültige Aktennummern.

| Lage                                          | Objekt                     | Beschreibung | Akten-Nr.              | Bild |
| --------------------------------------------- | -------------------------- | --- | ---------------------- | ---- |
| Aufkirchen Aufkirchen (bei Nr. 33) (Standort) | Steinkreuz                 | Spätmittelalterlich, Sandstein | D-5-71-154-14 Wikidata | BW   |
| Aufkirchen Aufkirchen 1 (Standort)            | Ehemalige Mühle            | Zweigeschossiger massiver Satteldachbau, bezeichnet „1854“                                                                          | D-5-71-154-5 Wikidata  | BW   |
| Aufkirchen Aufkirchen 51 (Standort)           | Ehemaliges Amtmannsgebäude | Zweigeschossiger, massiver Putzbau mit steilem Satteldach, im Kern 1688, 1737 verändert Hoftor mit Nebenpforte, 17./18. Jahrhundert | D-5-71-154-6 Wikidata  | BW   |